# Studio Chizu
Lo Studio Chizu (スタジオ地図, Sutajio Chizu) è uno studio cinematografico di film d'animazione giapponese fondato nel 2011 da Mamoru Hosoda e Yuichiro Saito. Lo studio si è aggiudicato tre Award of the Japanese Academy al miglior film d'animazione.

## Storia
Lo Studio Chizu è stato fondato da Yuichiro Saito e Mamoru Hosoda, entrambi lavoratori presso lo studio d'animazione Madhouse. Saito lavorava con lo studio dal 1999 e aveva co-prodotto La ragazza che saltava nel tempo, diretto da Hosoda. Lo scopo dello studio è stato descritto da Saito come uno "studio d'autore" per Hosoda, il quale ha affermato che la creazione dello Studio Chizu era necessaria per poter realizzare i film che voleva fare.
Lo Studio Chizu ha co-prodotto il suo primo lungometraggio d'animazione Wolf Children - Ame e Yuki i bambini lupo, uscito nel 2012, assieme alla Madhouse. Il film ha guadagnato circa 55 milioni di dollari ed, ha vinto l'Award of the Japanese Academy al miglior film d'animazione. Nel 2013, lo studio è stato contattato da un rappresentante della compagnia cinematografica francese Gaumont, che voleva lavorare con lo studio per distribuire i suoi film a livello internazionale. Questa partnership di distribuzione è stata annunciata nel 2014.
Nel 2015 lo studio ha prodotto The Boy and the Beast, pellicola che ha guadagnato circa 49 milioni di dollari e vinto l'Award of the Japanese Academy al miglior film d'animazione.
Nel 2018 produce Mirai, pellicola che viene presentata in anteprima mondiale al Festival di Cannes 2018, ottenendo un ottimo successo di critica e pubblico, venendo candidato al Premio Oscar come miglior film d'animazione e al Golden Globe come miglior film d'animazione.
Nel 2021 viene distribuito Belle, presentato in anteprima al Festival di Cannes 2021, dove è stato accolto positivamente dalla critica ricevendo un'ovazione di 14 minuti.

## Logo
Il logo dello studio, raffigura Makoto Konno, protagonista della pellicola La ragazza che saltava nel tempo.

## Lavori dello Studio Chizu

### Lungometraggi animati
| Anno | Titolo                    | Regista       | Sceneggiatura                  | Colonna sonora   | RT  |
| ---- | ------------------------- | ------------- | ------------------------------ | ---------------- | --- |
| 2012 | Ame e Yuki i bambini lupo | Mamoru Hosoda | Mamoru Hosoda & Satoko Okudera | Masakatsu Takagi | 95% |
| 2015 | The Boy and the Beast     | Mamoru Hosoda | Mamoru Hosoda                  | Masakatsu Takagi | 88% |
| 2018 | Mirai                     | Mamoru Hosoda | Mamoru Hosoda                  | Masakatsu Takagi | 90% |
| 2021 | Belle                     | Mamoru Hosoda | Mamoru Hosoda                  | Masakatsu Takagi | 94% |